# Aeroporto de Costa Rica
O Aeroporto Municipal de Costa Rica é um aeroporto que serve o município de Costa Rica (Mato Grosso do Sul). 
Em 20 de dezembro de 2012 Costa Rica foi incluída no Programa de Investimentos em Logística: Aeroportos do Governo Federal, um conjunto de medidas para melhorar a qualidade dos serviços e da infraestrutura aeroportuária e ampliar a oferta de transporte aéreo à população brasileira. O aeroporto é um dos nove de Mato Grosso do Sul a serem incluidos no programa.